# Potamot à feuilles de Renouée
Potamogeton polygonifolius
Espèce
Classification phylogénétique
Le Potamot à feuilles de Renouée (Potamogeton polygonifolius) est une plante aquatique de la famille des Potamogétonacées.

## Description

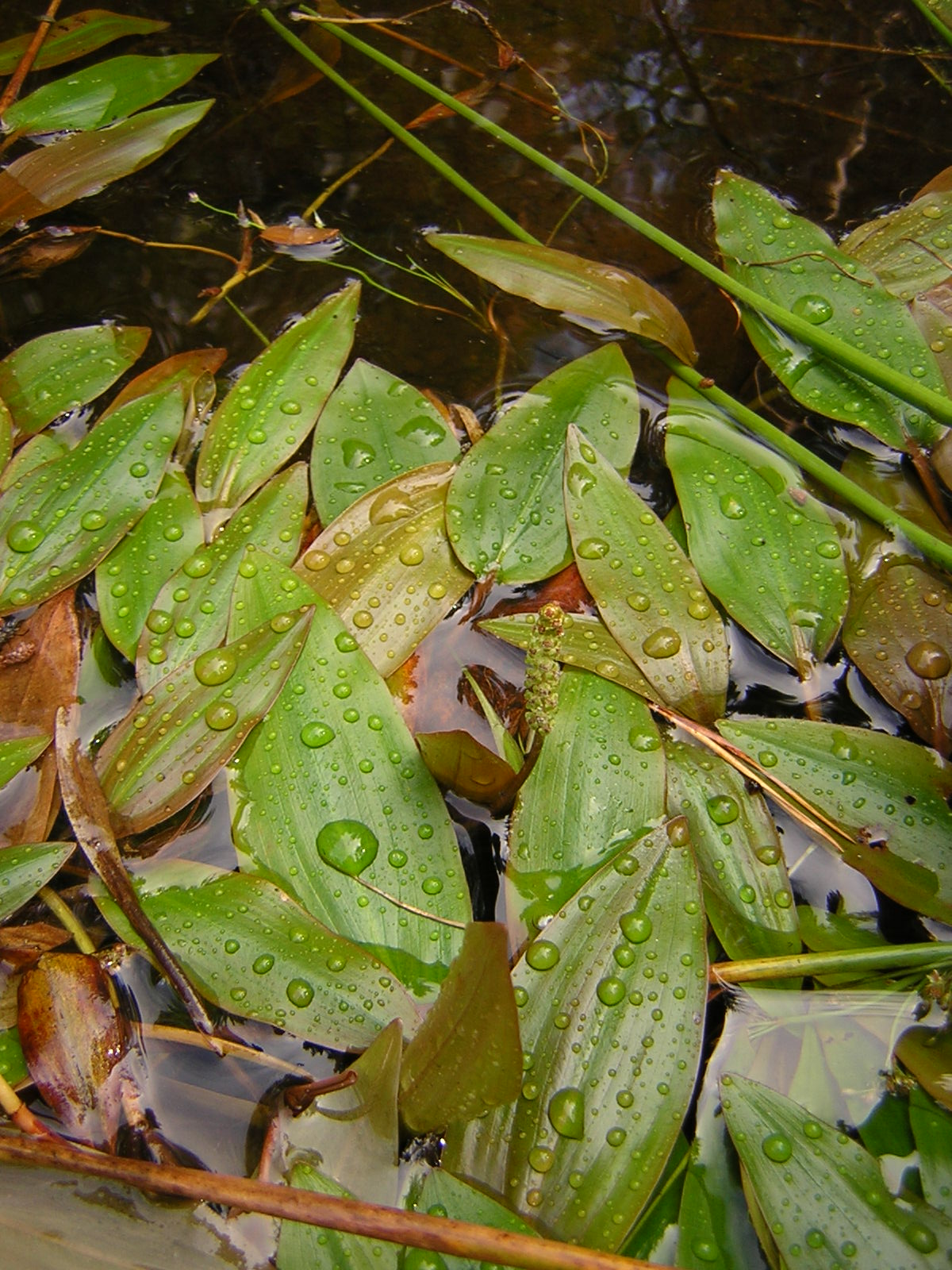
Feuilles émergées

### Caractéristiques
Organes reproducteurs
- Couleur dominante des fleurs : vert
- Période de floraison : juillet-octobre
- Inflorescence : épi simple
- Sexualité : hermaphrodite
- Pollinisation : anémogame

Graine
- Fruit : akène
- Dissémination : hydrochore

Habitat et répartition
- Habitat type : herbiers vivaces enracinés dulcaquicoles européens, des eaux stagnantes acides peu profondes, dystrophiles organiques
- Aire de répartition : atlantique(eury)

Données d'après : Julve, Ph., 1998 ff. - Baseflor. Index botanique, écologique et chorologique de la flore de France. Version : 23 avril 2004.